# Paul Talalay

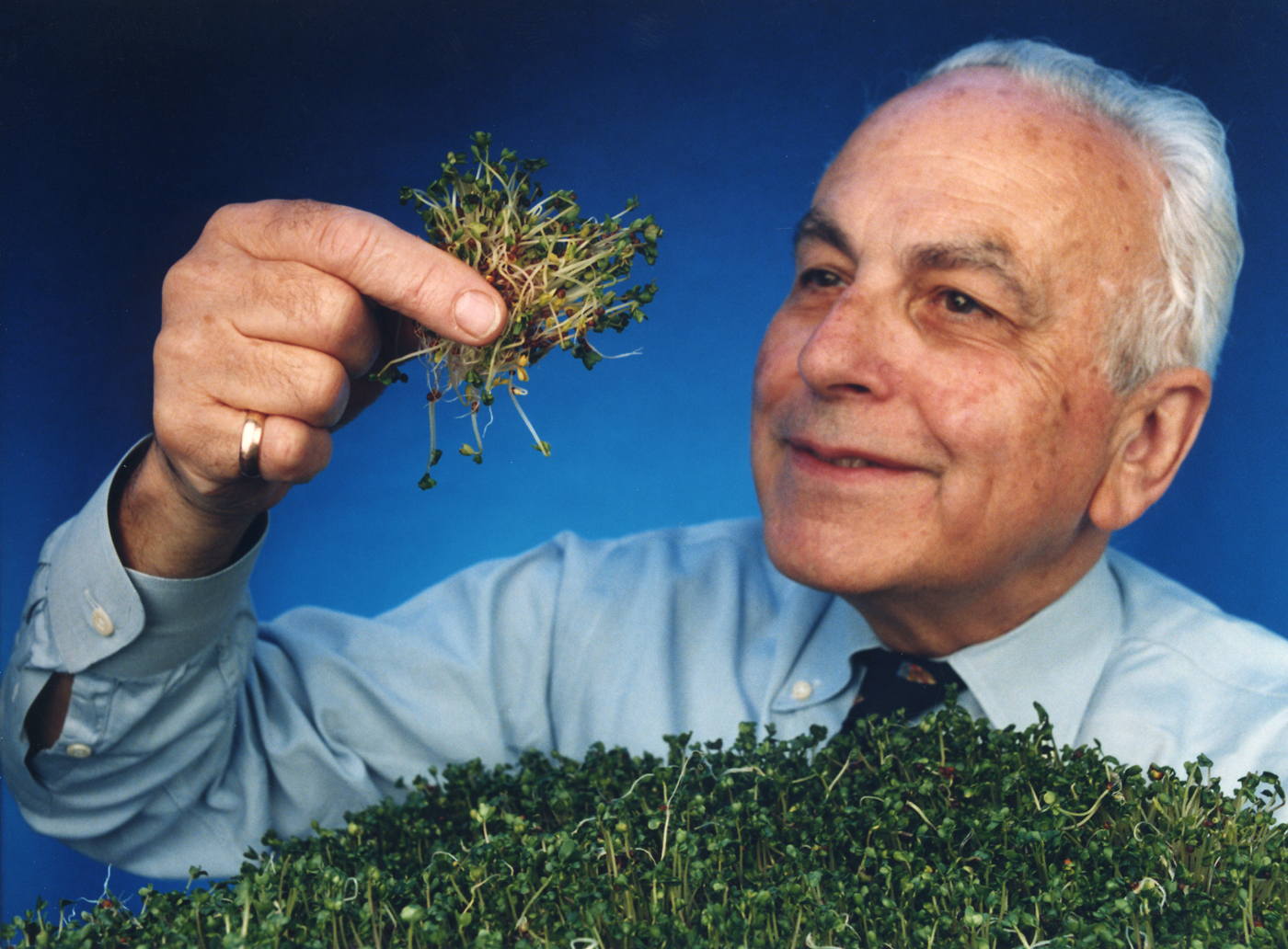
Paul Talalay (2005)

Paul Talalay (* 31. März 1923 in Berlin; † 10. März 2019 in Baltimore) war ein US-amerikanischer Pharmakologe. Er war Professor für Pharmakologie und leitete das Labor für Molekularwissenschaften der Johns Hopkins School of Medicine in Baltimore. Außerdem gründete er das Brassica Chemoprotection Laboratory zur Untersuchung essbarer Pflanzen, die eine schützende Enzymaktivität im Körper erzeugen können und dadurch helfen könnten, der Entstehung von Krebs vorzubeugen.

## Leben
Paul Talalay war ein Sohn des Joseph Anton Talalay und der Sophie Brosterman. Die Familie verließ kurz nach der Machtübernahme durch die Nationalsozialisten Deutschland und ging nach England. Talalay besuchte die Bedford School und ging 1940 in die Vereinigten Staaten, wo er am Massachusetts Institute of Technology Biologie studierte. Ab 1944 studierte er an der University of Chicago und ab 1946 an der Yale School of Medicine. Im Jahr 1948 promovierte er. Ab 1950 erforschte er an der University of Chicago Steroidhormone. Von 1962 bis 1974 leitete Talalay die Abteilung für Pharmakologie und experimentelle Arzneimittel der Johns Hopkins School of Medicine. Ab 1974 war er Professor für Pharmakologie.
Talalay widmete sich der Erforschung von Krebs. Er entwickelte mit seinen Kollegen einfache Methoden zur Zellkultur für den Nachweis von Phytochemikalien, die Enzyme verstärken, die im Körper Karzinogene entgiften. Diese Arbeit führte zur Isolierung von Sulforaphan, das in Brokkoli enthalten ist und Phase-II-Enzyme aktiviert. Die Ergebnisse wurden 1992 veröffentlicht und trugen zum Verständnis des Zusammenhangs zwischen dem Verzehr von Kreuzblütlern und einem verringerten Krebsrisiko bei.
Talalay erhielt eine lebenslange Professur der American Cancer Society. Er war Mitglied der National Academy of Sciences, der American Philosophical Society und der American Academy of Arts and Sciences. Die M.D. – Ph.D. Student Library der Johns Hopkins University wurde nach ihm benannt.
Talalay heiratete 1953 Pamela Judith Samuels, sie hatten vier Kinder, darunter die Filmemacherin Rachel Talalay.